# Paško Vučetić
Paško Vučetić (Split, decembar 1871 — Beograd, 1925) bio je srpski vajar i slikar, jedan od istaknutih srpskih umetnika prve polovine 20. veka.

## Biografija
Njegovi preci su prema pojedinim izvorima poreklom iz Crne Gore, dok su prema drugim izvorima poreklom sa Hvara. Rođen je u Splitu 1870. godine, od roditelja, Ivana i Mare Vučetić. Obreo se kao vrlo mlad u Rimu, gde je poslat da se obrazuje i pomaže starijem bratu. U svojoj 18. godini otisnuo se preko okeana, na španskom brodu, da bi stigao u Argentinu. Tamo je u Buenos Ajresu doneo svoj rad za jednu katoličku crkvu u mestu Lujanu. U južnoj Americi je proveo dve godine a vratio se u domovinu da bi odslužio vojni rok u mornarici. Školovanje je započeo u Trstu 1886, a usavršavao se na akademijama u Veneciji (1893—1895) i Minhenu (1895—1898). Kasnije se usavršavao u Firenci i Rimu. Nalazimo ga 1896. godine u Trstu gde je član umetničke grupe "Čirkolo Artistiko", zajedno sa umetnicima Rendićem, Rebićem, Vidovićem i drugim. Svoje umetničko obrazovanje formalno je okončao 1898. godine u Minhenu kao student prof. Ludviga Herteriha.
Na svetskoj izložbi u Parizu 1900. godine predstavlja Kraljevinu Srbiju sa devet slika, zajedno sa drugim istaknutim srpskim slikarima.
Po završetku studija 1904. je priredio samostalnu izložbu u Beogradu u prostoru Građanske kasine. Mihailo Valtrović je dao pozitivnu kritiku Vučetićevog dela, dok je kritičar Bogdan Popović vrednovao formalne elemente u slikama i primetio da su slike ipak nastale po uzoru na jednog ili dva nemačka umetnika.
Za vreme okupacije Beograda u Prvom svetskom ratu naslikao je 108 slika sa motivom odbrane Beograda kao i 24 slike vojnika. Iste slike je preneo tokom povlačenja preko Albanije i kasnije ih izlagao u zemlji i inostranstvu. Jedna od izložbi je bila u Nici u organizaciji srpskog ženskog društva „L komite de dam
Serb“.
Umro je iznenada u Beogradu 14. marta 1925. godine u svom stanu u Birčaninovoj ulici. Četiri godine kasnije, 1929. neutešna udovica Marija, sa kojom nije imao dece, je izvršila samoubistvo u svom stanu.

## Stvaralaštvo
Početkom 20. veka Paško Vučetić dolazi iz Splita u Beograd i priključuje se umetničkoj grupi "Lada". Bio je tokom zime 1902-1903. godine pomoćnik Urošu Prediću u banatskom Orlovatu, tokom Predićevog rada ikona za pravoslavnu crkvu u Rumi. Na Prvoj jugoslovenskog umetničkoj izložbi 1904. godine u Beogradu učestvovao je sa 10 radova. Učestvovao je sa "Ladom" 1906. godine na izložbi u Sofiji. Prešao je zajedno sa suprugom Marijom 9. februara 1908. godine u srpsko podanstvo. Godine 1909., dobija prvu nagradu na konkursu za spomenik voždu Karađorđu na Kalemegdanu. Skulpturalna kompozicija sastojala se od figure vile sa barjakom, vojnika, žene sa detetom, Karađorđevog ustanika i guslara, bronzani delovi izrađeni su u Rimu, a sklapani su u Beogradu. Spomenik se prvobitno nalazio na Kalemegdanu u blizini Spomenika zahvalnosti Francuskoj. Svečano otvaranje spomenika usledilo je nakon Drugog balkanskog rata, međutim javnost nije prihvatila spomenik sa simpatijama, nakon čega je doneta odluka da se spomenik ukloni uz obrazloženje da je spomenik oštećen tokom ratova .
Tokom balkanskih ratova i Prvog svetskog rata uradio je ciklus „Odbrana Beograda“, više crteža sa ratnom tematikom i portrete političara i vojskovođa. U Narodnoj banci Srbije je uradio dekorativnu plastiku, slikanu dekoraciju zidova i svodova. Godine 1911, Paška Vučetića angažuje Đorđe Vajfert da uradi ikonostas za prvobitnu crkvu Svetog Đorđa u Boru. Crkva je zbog proširenja površinskog kopa izmeštena u selo Brestovac kod Bora. Jedina ikona koja je sačuvana od prvobitnog ikonostasa je ikona Svetog Prokopija. Na ikoni su predstavljeni osnivači borskog rudnika Đorđe Vajfert, Franjo Šistek, Ferdinand Gramberg. Sem, slikarstva, skulpture, Paško Vučetić se bavio pedagoškim radom, jedno vreme je radio u Narodnom muzeju. Vučetićev umetnički opus iznosio je preko 200 umetničkih radova.
U Novembru 2020. na Kalemegdanu je postavljen novootkriveni sačuvani deo skulpture Paška Vučetića Spomenik Karađorđu na Kalemegdanu nazvan slepi guslar, koji je činio sastavni deo kompozicije spomenika koji je srušen u Prvom svetkom ratu. Na otkrivanju spomenika zvaničnici su objavili da je spomenik pronađen zahvaljujući arheologu Marku Popoviću u depou Muzeja grada Beograda, kao i da je od njega potekla inicijalna ideja za ponovno postavljanje novootkrivenog spomenika.

## Odabrane izložbe
Vučetić je samostalno izlagao u Trstu, Beogradu (1904. 1906. 1918. 1919. i 1922), Rimu, Bariju, Nici, Splitu i Zagrebu.
- 1938. Izložba Pola vijeka hrvatske umjetnosti[2]
- 1940. Prva izložba radova Udruženja ratnika slikara i vajara iz ratova 1912-1918[2]
- 1960. Izložba plenerista[2]
- 1963. Izložba srpska skulptura do 1941.[2]
- 1964. Izložba ratni slikari iz ratova 1912-1918[2]
- 1965. Memorijal Prve jugoslovenske umetničke izložbe iz 1904.[2]
- 1969. Izložba Udruženja likovnih umetnika u Beogradu, 1919.[2]
- 1972. Izložba Impresionizam iz zbirke Narodnog muzeja u Beogradu[2]
- 1972-1973. Izložba Počeci jugoslovenskog modernog slikarstva 1900-1920[2]
- 1972. Izložba srpske skulpture do 1941.[2]
- 1974. Lada, društvo srpskih umetnika 1904-1974[2]
- 1975. Izložba jugoslovenske skulpture 1870-1950[2]
- 1972. 1982. i 1988. Izložbe Narodnog muzeja Smederevske Palanke[2]
- 1995. Lada, 1904-1994. Pogled u prošlost[2]
- 1996. Akvarel u Srbiji 1900-1950[2]
- 2007. i 2008. Impresionizam u Srbiji, izbor slika iz Narodnog muzeja u Beogradu.[2]

## Dela
- Monsinjor Bulić[2]
- Autoportret[2]
- Branislav Nušić[2]
- Čiča Ilija Stanojević[2]
- Ivan Ribar[2]
- Gospođa Cajs[2]
- Portret Dragutina Ilića, ulje na platnu (1904)[2]
- Ulazak u jevrejsku mahalu (1907)
- Spomenik u Porti (1912)
- Groblje branilaca Beograda (1915), ulje na kartonu[2]
- Top, ulje na kartonu[2]
- Radionica čamaca (1915), ulje na kartonu[2]
- Monitor (1915), ulje na kartonu[2]
- Portret Zorice Simeonović (1905), ulje na platnu[2]
- Portret Sime Simeonovića (1906), ulje na kartonu[2]
- Portret slikara Nikole Milojevića (1909)[2]
- La terreuf (1915), ulje na kartonu[2]
- Žena sa suncobranom[2]
- Na plaži (1917), ulje na kartonu[2]
- Portret Ace Stojanovića (1923)
- Unutrašnjost manastira Gračanice[2]
- Marijana, skulptura[2]

## Galerija
- Ulazak u Jevrejsku mahalu, Narodni muzej u Nišu, 1907.
- Spomenik u porti, 1912.
- Portret Ace Stojanovića, Narodni muzej u Nišu, 1923.
- Kralj Petar Karađorđević u krunidbenom ornatu (oko 1910)

## Spoljašnje veze
- SLEPI GUSLAR PONOVO NA KALEMEGDANU Posle 104 godine skulptura vraćena na beogradsku tvrđavu („Večernje novosti”, 11. novembar 2020)